# 贝蒂尔·阿尔贝特松
贝蒂尔·阿尔贝特松（瑞典語：Bertil Albertsson，1921年9月1日—2008年3月3日），瑞典男子田径运动员。他曾代表瑞典参加1948年和1952年夏季奥林匹克运动会田径比赛，其中1948年奥运会获得一枚铜牌。